# Grande-Bretagne
Pour les articles homonymes, voir Grande-Bretagne (homonymie) et GB.
Cet article concerne l'île principale du Royaume-Uni. Ne pas confondre avec la nation d'Angleterre, ni avec l'État britannique du Royaume-Uni, ni avec l'archipel des îles Britanniques.
La Grande-Bretagne (en anglais : Great Britain ou plus rarement Britain, en gallois : Prydain Fawr, en scots : Great Breetain, en cornique : Breten Veur, en gaélique écossais : Breatainn Mhòr, en breton : Breizh-Veur) est une île au large du littoral nord-ouest de l'Europe continentale. Elle représente la majorité du territoire du Royaume-Uni. En son acception politique, ce toponyme désigne l'Angleterre, le pays de Galles et l'Écosse ainsi que la plupart des territoires insulaires contigus à l'exclusion de l'île de Man et des îles Anglo-Normandes.
Située à la jonction de l'Atlantique et de la mer du Nord, elle est séparée de l'Irlande par la mer d'Irlande et du continent par la Manche. C'est la plus grande île et la plus peuplée du continent européen.

## Terminologie

Terminologie des îles britanniques.

### Toponymie
La première occurrence de l'association des mots « Grande » et « Bretagne » pour désigner les îles britanniques se trouve en grec ancien, notamment utilisée par Ptolémée pour faire la distinction entre la Grande-Bretagne (grec ancien : Μεγάλη Βρεττανία) et l'Irlande ( : Μικρά Βρεττανία).
Grande-Bretagne est l'équivalent français de l'anglais Great Britain directement issu du moyen anglais Great Brittaigne, et de l'anglo-normand la Grande Brettayne, ce terme venant de l'ancien français Bretaigne. Il est dérivé du latin médiéval Britannia Maior — par opposition à Britannia Minor qui désignait la péninsule française —, déclinaison de Britannia ou Brittānia, « la terre des Brittons ». Britannia est une latinisation des dénominations grecques Πρεττανοί, Βρεττανίαι (employées par Pythéas, qui a fait un voyage d'exploration autour des Îles Britanniques entre 330 et 320 av. J.-C.), transcrites du celte britonnique *Pretani, ethnonyme qui pourrait faire référence aux corps peints ou tatoués des tribus peuplant les îles. Cependant, (Grande)-Bretagne ne supplantera qu'aux IXe et Xe siècles l'appellation Albion (dérivée du celtique Alba, « blanc », qui désigna par la suite uniquement l'Écosse).
Historiquement, les noms Bretagne insulaire, parfois également appelée l'île de Bretagne, ont été utilisés.

### Définition politique
Historiquement, la Grande-Bretagne comprend les territoires de l'Angleterre, de l'Écosse et du pays de Galles plus des groupes périphériques appartenant à ces pays traditionnels, à l'exemple des Sorlingues, des Hébrides, des Orcades ou des Shetland, mais n'incorpore ni l'île de Man ni les îles Anglo-Normandes, conventionnellement comprises dans l'ensemble des Îles Britanniques, au même titre que l'Irlande. Cette division est fixée depuis environ un millénaire ; auparavant, il y avait en Grande-Bretagne davantage de pays traditionnels comme le royaume Picte dans les Highlands, le Dalriada des Scots, le Strathclyde des Bretons, le Gwynedd et le Dyfed des Gallois, la Domnonée cornouaillaise, et les royaumes anglo-saxons de Bernicie, Nordumbrie, Mercie, Anglie, Essex, Wessex, Sussex et Kent, dont les dénominations se sont conservées dans la mémoire de l'île ou comme noms de comtés ou de régions.
Le terme Grande-Bretagne est parfois utilisé par erreur comme synonyme de Royaume-Uni, venant du fait que tous les habitants du royaume sont citoyens britanniques (British). Le Royaume-Uni inclut cependant l'Irlande du Nord qui ne fait pas partie de la Grande-Bretagne, puisque située en Irlande.

## Géographie

### Géologie

Géologie (simplifiée) de la Grande-Bretagne et des iles environnantes

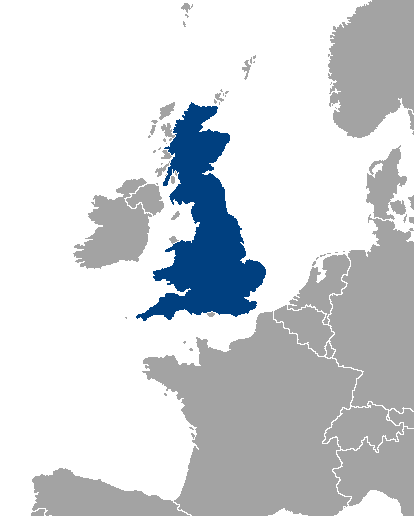
Localisation de la Grande-Bretagne.

La Grande-Bretagne est le pays d'origine de la géologie moderne, dont les principaux maîtres sont Charles Lyell et Richard Owen.
L'île est séparée de celle d'Irlande par une mer présente à cause d'une dépression bathymétrique due à un sur-creusement par les calottes de la dernière période glaciaire; ce sont ces mêmes glaciers qui sont responsables du creusement des vallées glaciaires que sont les lochs ou fjords d'Écosse, vallées dont les axes, c'est-à-dire l'axe d'écoulement des glaces, sont justement dirigés vers cette mer entre Grande-Bretagne et Irlande où la calotte principale se trouvait.

## Histoire

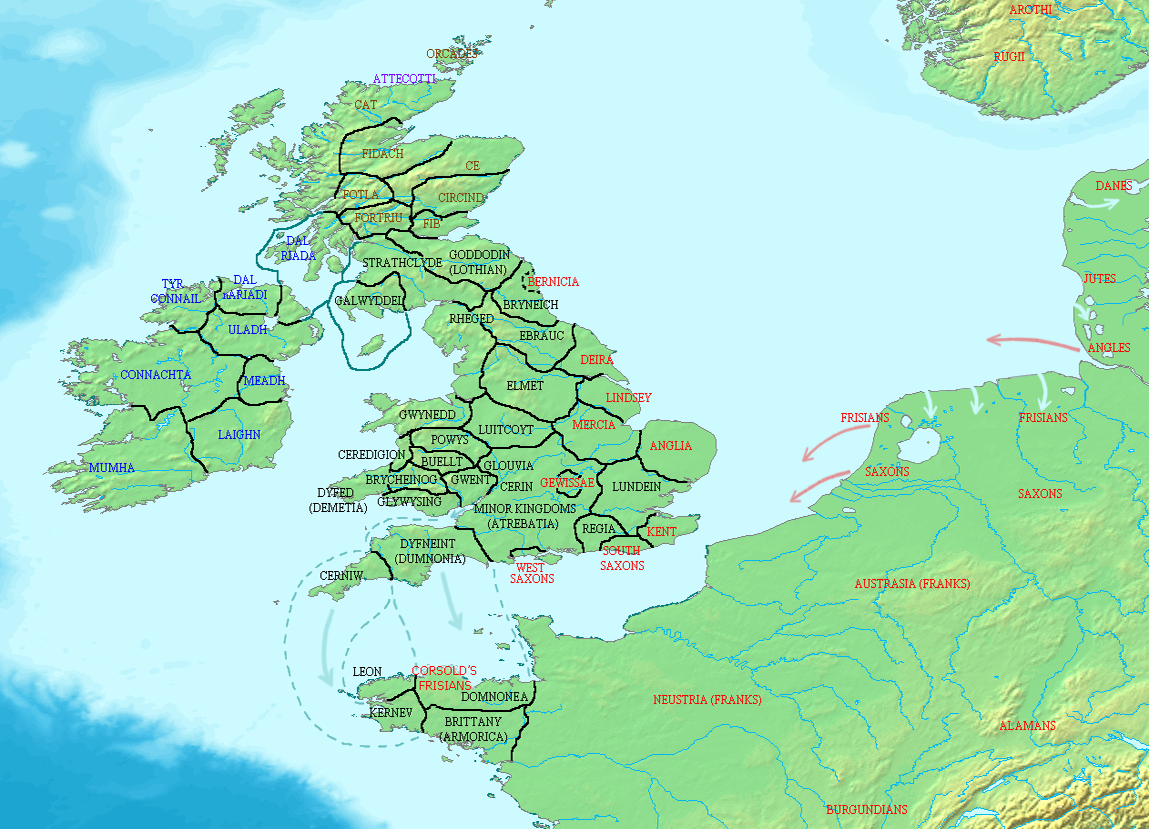
L'île de Grande-Bretagne est, autour des années 500 émiettée en petits royaumes pictes, celtiques ou anglo-saxons dont les peuples et les noms se retrouvent parfois aussi en Irlande, en Armorique et en Germanie.

Avant de s'appeler « Grande-Bretagne », ce territoire (ou sa partie la plus au sud) s'appelait simplement « Bretagne » (Britannia en latin) et était peuplé, au sud, de Bretons, peuple de langue celtique résultant de différents courants migratoires issus du continent. Au nord vivaient les Pictes, peuple depuis longtemps celtisé mais d'origine plus ancienne (et discutée), contre les incursions duquel les Romains avaient élevé des limes, dont le mur d'Hadrien. À partir de la fin du IIIe siècle et plus fortement à partir du VIe siècle, une partie de la population celte de Bretagne migre sur le continent, en Armorique, Asturies et Galice : elle s'y romanise au contact des autochtones, soit en partie (« pays gallo » en Bretagne), soit intégralement (Asturies et Galice). On parle, depuis lors, de Bretagne insulaire (grande Bretagne ou Britannia maior) et de Bretagne continentale (petite Bretagne ou Britannia minor : actuelle Bretagne).
En français, le terme « Bretagne » finit par s'attacher à la péninsule armoricaine, alors que le terme « Grande-Bretagne » désigne l'ancienne Bretagne insulaire. En anglais, le terme Britain est couramment employé pour parler de la « grande Bretagne », alors que Brittany désigne la Bretagne continentale.
La Grande-Bretagne subit des invasions successives de peuplement. Au sud s'installent notamment des Angles et des Saxons. Plus au nord s'installent des Vikings, venus des actuels Danemark et Norvège.
En 1066, l'Angleterre est conquise par les Normands de Guillaume le Conquérant.

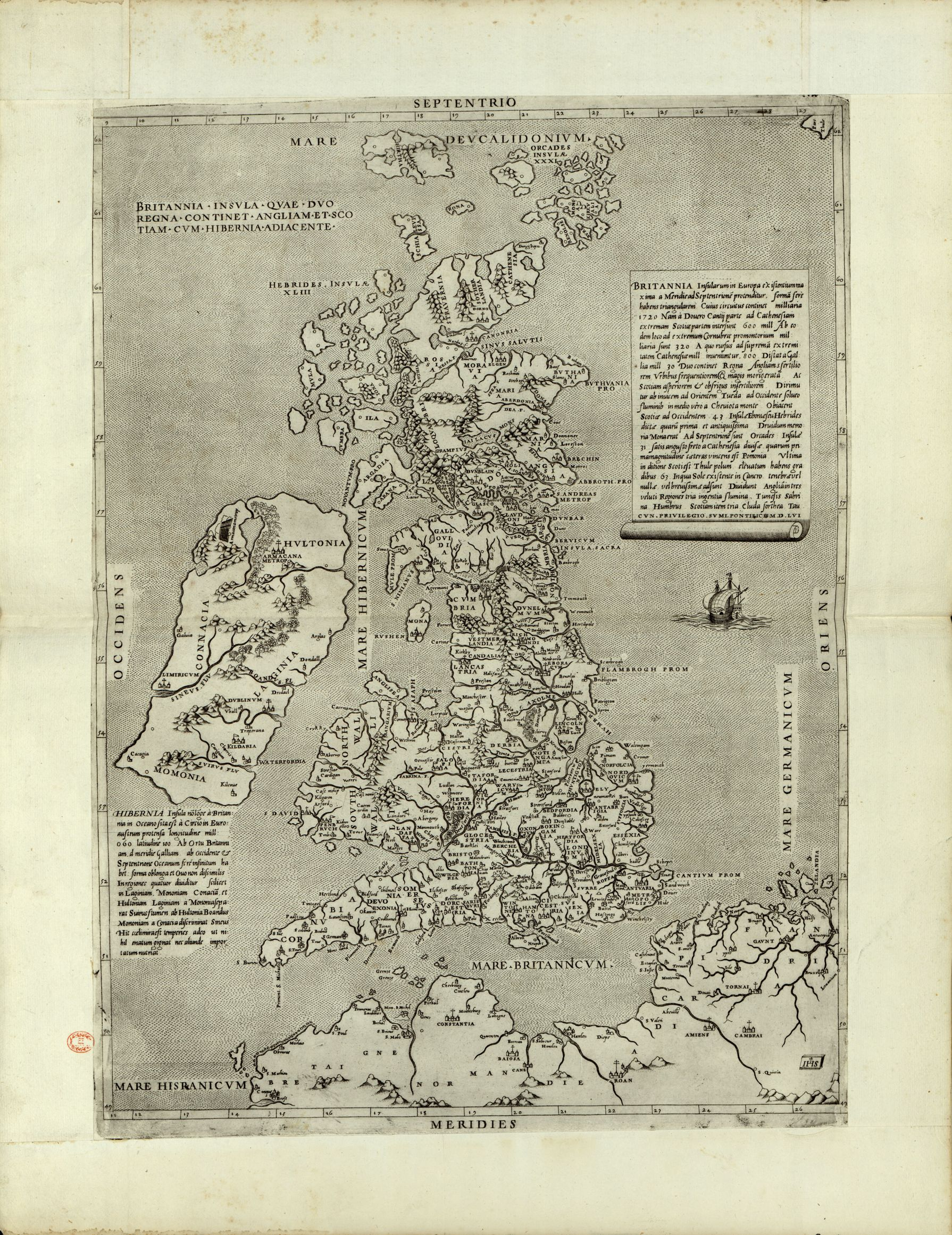
, carte des îles britanniques, 1556.

L'unification de la Grande-Bretagne en un État politique et souverain a été progressive. La conquête anglaise du pays de Galles s'acheva en 1282 sur un champ de bataille, avec la victoire d'Édouard Ier sur Llywelyn, le dernier prince gallois indépendant. Le pays est devenu une partie constituante du Royaume d'Angleterre en 1536.
Les couronnes d’Angleterre et d'Écosse sont portées par le même souverain depuis Jacques (James) Ier d’Angleterre et VI d’Écosse, qui monta sur le trône écossais en 1567 et sur le trône anglais en 1603, à la suite du décès de sa cousine Élisabeth Ire d'Angleterre. Le 20 octobre 1604, il s'autoproclama « King of Great Brittain, France and Ireland » (« Roi de Grande-Bretagne, de France et d'Irlande »), titre qu'ont repris certains de ses successeurs. Sous le règne d'Anne Ire de Grande-Bretagne, depuis l'Acte d’Union de 1707, les parlements d'Angleterre et d'Écosse ont été fusionnés et les deux nations constituent un même royaume, la Grande-Bretagne.
Le pays connaît la révolution industrielle plus tôt qu'ailleurs, de pair avec la libéralisation des échanges, le développement rapide du réseau de canaux et les innovations dans le charbon, la fonte au coke ou le coton.
En 1801, la couronne d'Irlande, que les Anglais tenaient depuis le XIIe siècle, fusionna à son tour avec la Couronne britannique, créant ainsi le « Royaume-Uni de Grande-Bretagne et d'Irlande », ou simplement le Royaume-Uni : cette fusion ne fut jamais acceptée par le clergé catholique d'Irlande, car cela revenait à soumettre l'île au chef de l'Église anglicane et au pouvoir des protestants. Après plus d'un siècle de luttes, l’État libre d'Irlande quitta le royaume en 1922, le laissant avec le nom de « Royaume-Uni de Grande-Bretagne et d'Irlande du Nord ».
C'est le premier pays à connaitre un essor fulgurant du chemin de fer puis un recours massif à la monnaie de papier, alors que les métaux précieux restent dominants ailleurs. L'Époque victorienne, ou les années de règne de Victoria Ire du Royaume-Uni, de 1837 à 1901 voient la Grande-Bretagne accentuer son leadership mondial.
La Première Guerre mondiale remet en cause cette domination, au profit des États-Unis. Dès 1925, le Royaume-Uni annonce son retour à l'étalon-or, la livre étant passée à l'automne 1923 de 76 à 91 francs en dix semaines. Cette décision de Winston Churchill, prise sous l'influence d'une "City" qui veut rester première place financière mondiale, est fustigée par l'économiste John Maynard Keynes, car reposant sur la parité d'une livre pour 4,86 dollars, qui pénalise l'industrie britannique. L'indice de la production manufacturière n'atteint que 106 en 1928 en Grande-Bretagne, sur une base 100 en 1913, contre 118 en Allemagne et 139 en France.
Les Britanniques sont ainsi les perdants de la forte expansion des années 1920.
| Trois grands pays industriels européens                   | Royaume-Uni | Allemagne | France |
| Hausse de la production manufacturière entre 1913 et 1928 | 6 %         | 18 %      | 39 %   |